# Jean Roger-Ducasse

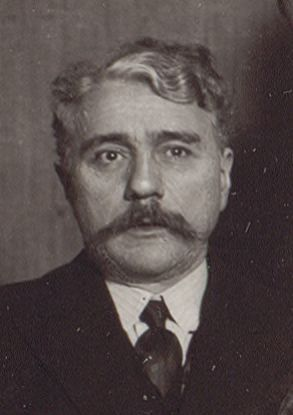
Jean Roger-Ducasse in 1930

Jean Jules Aimable Roger Ducasse (Bordeaux, 18 april 1873 – Le Taillan, Gironde, 19 juli 1954) was een Franse componist en muziekpedagoog. Hij noemde zich Roger-Ducasse, maar zijn officiële achternaam was Ducasse, van zijn vier voornamen was Roger zijn roepnaam. Met het verbindingsstreepje gaf hij zichzelf een dubbele naam om verwarring te voorkomen met (bijna-)naamgenoten, onder wie de componist Paul Dukas die in dezelfde kringen verkeerde. 

## Loopbaan

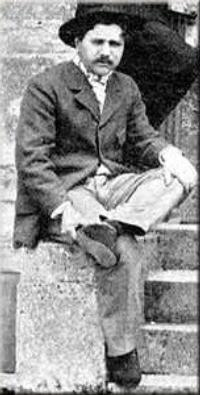
Roger-Ducasse rond 1900

Roger-Ducasse was op het Conservatoire de Paris, waar hij in 1892 met de studie begon, de favoriete leerling van Gabriel Fauré, met wie hij ook later nauw bevriend bleef. Door hun gemeenschappelijke opleiding raakte hij ook nauw verbonden met Maurice Ravel. Hij studeerde ook bij Émile Pessard, André Gedalge en Charles Wilfrid de Bériot. Hij werd in 1902 tweede bij de Prix de Rome met de cantate Alcyone. Hij was van 1909 tot 1941 inspecteur-generaal van het gemeentelijk muziekonderwijs in Parijs. Daarnaast volgde hij Fauré op als compositieleraar aan het Conservatoire de Paris en in 1935 werd hij er ook docent orkestratie als opvolger van Paul Dukas. Tot zijn leerlingen behoorden vele componisten, onder wie Jehan Alain, Claude Arrieu, Suzanne Joly, André Lavagne en Jean-Louis Martinet uit Frankrijk, Sirvart Kalpakyan Karamanuk uit Armenië, María Luisa Escobar uit Venezuela en Francis George Scott uit Schotland.
Roger-Ducasse was lid van de Société musicale indépendante, die in 1909 werd opgericht ter bevordering van de 20e-eeuwse muziek door onder anderen Gabriel Fauré (de eerste voorzitter), Maurice Ravel, Charles Koechlin en Florent Schmitt, als reactie op de in hun ogen te starre houding van de Société nationale de musique.
Hij schreef een École de la dictée en Exercises de piano. Over zijn vriend en mentor Gabriel Fauré schreef hij diverse artikelen. Hij redigeerde de vocale partijen van diens Requiem in de uitgave van Éditions Hamelle (1901). Onderzoekers zijn van mening dat Roger-Ducasse de orkestratie niet kan hebben geredigeerd, omdat hij te deskundig en precies was voor de fouten in deze uitgave. In de twintigste eeuw werd het werk doorgaans uitgevoerd in deze versie, die na verschijning van een nieuwe editie van Faurés Requiem in 1978 geleidelijk in onbruik raakte. Roger-Ducasse orkestreerde enkele werken van Debussy, waaronder Le roi Lear en de Rapsodie voor saxofoon en orkest.
Hij trok zich in 1945 op 72-jarige leeftijd volledig terug uit de muziekwereld en bracht de rest van zijn leven door in de Gironde.

## Muziek
Roger-Ducasse componeerde liederen, pianomuziek, orkestmuziek, kamermuziek, koorwerken en twee opera's Orphée (1913) en Cantegril (1931). Deze laatste, zeer grootschalige en gecompliceerde 'comédie lyrique' geldt als zijn meesterwerk en was een groot succes in de vroege jaren dertig, maar verdween daarna van het repertoire. 
Het Strijkkwartet nr. 1 (1909), het Allegro appassionato voor viool en piano (1917), de Romance voor cello en piano (1918) en de symfonische werken zijn wel beschouwd als zijn meest karakteristieke composities. Zijn enige stuk voor orgel, een Pastorale die in 1910 door Alexandre Guilmant in première werd gebracht, wordt nog regelmatig gespeeld en is door minstens twaalf organisten op cd vastgelegd. Ook van zijn pianomuziek bestaan diverse opnamen.
Aanvankelijk stond zijn stijl onder invloed van zowel de klassieke vormgeving van zijn leermeester Fauré als het muzikale impressionisme van Claude Debussy en zijn studiegenoot Maurice Ravel. Zijn bewondering voor Bach leidde daarna tot een contrapuntische schrijfwijze. Door synthese van deze drie stijlen kwam hij tot een eigen, echt Franse, gematigd moderne en aan traditie gebonden stijl.
Net als Paul Dukas was Roger-Ducasse extreem zelfkritisch, zodat hij een aantal werken vernietigde waarover hij bij nader inzien ontevreden was. Van hem werd gezegd dat hij een "culte de l’impopularité" uitoefende, omdat hij wars was van populariteit en gemakkelijk succes.   

## Werken (selectie)
- 1897 Petite Suite
- 1902 Alcyone, Prix de Rome-cantate
- 1901-1905 Au Jardin de Marguerite, gebaseerd op een episode uit Faust (Goethe)
- 1907 Sarabande, symfonisch gedicht met koor
- 1907 Six préludes voor piano
- 1907 Suite française voor orkest in D-majeur
- 1909 Strijkkwartet nr. 1 in d-mineur, opgedragen aan Gabriel Fauré
- 1909 Pastorale in F-majeur voor orgel,[3] opgedragen aan Nadia Boulanger
- 1909 Variations plaisantes sur un thème grave voor harp en orkest
- 1911 Trois Motets voor sopraansolo, vierstemmig koor en orgel

1. Regina coeli laetare
2. Crux fidelis
3. Alma redemptoris Mater

- 1912 Pianokwartet in g-mineur, opgedragen aan Marguerite Long
- 1912-1913 Orphée, lyrisch mimodrama, op een eigen libretto naar de Orpheusmythe (première in 1926)
- 1914 Marche française
- 1914-1916 Quatre études voor piano
- 1914-1917 Variations sur un choral voor piano
- 1917 Allegro appassionato voor viool en piano
- 1917-1919 Deux arabesques voor piano
- 1918 Esquisses voor piano
- 1918 Sonorités voor piano
- 1918 Rythmes voor piano, opgedragen aan Blanche Selva
- 1918 Romance voor cello en piano of orkest
- 1920 Nocturne de printemps voor orkest
- 1921 Impromptu voor piano
- 1921 Chant de l’aube voor piano
- 1921 Nocturne d'hiver voor orkest
- 1922 Poème symphonique sur le nom de Fauré, onderdeel van een reeks met werken van Maurice Ravel, Florent Schmitt, Charles Koechlin, George Enescu, Louis Aubert en Paul Ladmirault
- 1923 Romance voor piano
- 1923 Epithalame voor orkest
- 1931 Cantegril, lyrische komedie op een eigen libretto naar de gelijknamige roman van Raymond Escholier
- 1937 Ulysse et les sirènes, symfonisch gedicht met koor
- 1953 Strijkkwartet nr. 2 in D-majeur (compositie gestart in 1912)

## Over Roger-Ducasse
- (fr)  Laurent Ceillier, Roger-Ducasse: le musicien - l’oeuvre. Durand, Paris, 1920.
- (en)  Elizabeth Faul Naegele, The Organ and Vocal works of Roger-Ducasse: a stylistic analysis. Dissertatie Northwestern University, Evanston, 1988.
- (fr)  Jacques Depaulis, Roger-Ducasse, un élève fervent de Gabriel Fauré. Dissertatie Université de Paris IV, Sorbonne, 1992.